# 吉澤はじめ
吉澤 はじめ（よしざわ はじめ、1965年 - ）は、日本のピアニスト、キーボーディスト。東京都出身。本名は吉澤 朔（読み同じ）。父は元俳優の吉沢京夫（1999年没）。母は元声優の槙伸子。兄は劇作家・演出家の吉澤耕一。妹はピアニストの吉澤京子。英語表記のHAJIME YOSHIZAWA名義で作品発表することもある。
1991年、叔父のピーター・アースキンのサポートを得て、1stアルバム『Hajime』発表。
1993年からMONDO GROSSOの初期メンバーとして活動した。脱退後、1997年からCosmic Villageのメンバーとして活動。birdやACOやMonday満ちるなどをプロデュースを手がけ、森永乳業「カフェラッテ」やパルコのテレビCMの音楽も担当した。
2000年に中村雅人、池田潔、藤井伸昭とSLEEP WALKERを結成。SLEEP WALKER解散後は、五十嵐一生、荒巻茂生、本田珠也との「世界逸産」、自己のトリオ「BOOT」を経て、2018年に岩見継吾、永田真毅とバンドを結成して活動している。

## ディスコグラフィ
- Hajime  1991年（日本発売は2006年）
- Violet Lounge　2000年
- I'm with you　2002年
- HAJIME YOSHIZAWA　2002年
- Music From The Edge Of The Universe 2005年
- Echo from Another Side of the Universe 2006年
- Japan 2008年
- INNOCENT NOCTURNE 2008年
- Inner Illusions 2014年
- 8∞8 (Infini-eighty) 2017年（初のピアノソロアルバム）
- DOUBLE MOON 2017年